# Alfred Schön
Alfred Schön (ur. 13 stycznia 1962 w Wiesloch) – niemiecki piłkarz występujący na pozycji pomocnika. Trener piłkarski.

## Kariera klubowa
Schön jako junior grał w zespołach FC Frauenweiler, VfB Wiesloch oraz SV Waldhof Mannheim, do którego trafił w 1978 roku. W 1980 roku został włączony do jego pierwszej drużyny, grającej w 2. Bundeslidze. W 1983 roku awansował z klubem do Bundesligi. W lidze tej zadebiutował 13 sierpnia 1983 roku w wygranym 2:0 pojedynku z Werderem Brema, w którym strzelił także gola. Przez osiem lat w barwach Waldhofu rozegrał 228 spotkań i zdobył 12 bramek.
W 1988 roku Schön odszedł do Stuttgarter Kickers, także grającego w Bundeslidze. Pierwszy ligowy mecz zaliczył tam 23 lipca 1988 roku przeciwko VfL Bochum (1:2). W 1989 roku spadł z zespołem do 2. Bundesligi. W 1990 roku wrócił do Waldhofu, również grającego już w tej lidze. W 1991 roku przeszedł do francuskiego AS Nancy z Division 1. W 1992 roku spadł z zespołem do Division 2. W 1993 roku wrócił do Niemiec, gdzie został graczem klubu FC Carl Zeiss Jena z 2. Bundesligi. W 1994 roku zakończył tam karierę.

## Kariera reprezentacyjna
W 1984 roku Schön został powołany do kadry na Letnie Igrzyska Olimpijskie, które piłkarze RFN zakończyli na ćwierćfinale. Trzy lata wcześniej, w 1981 roku wraz z kadrą młodzieżową zdobył Młodzieżowe Mistrzostwo Świata.